# Etelä-Pohjalainen Osakunta
Etelä-Pohjalainen Osakunta (en français : Nation d'Ostrobotnie du Sud, sigle EPO) est l'une des 15 nations étudiantes de l'Université d'Helsinki.
De langue finnoise, elle est fondée en 1908 pour représenter les étudiants de la région  d'Ostrobotnie du Sud.

## Inspecteurs
Les inspecteurs successifs:
- Arthur Hjelt 1908–1912
- Juho H. Vennola 1912–1919
- Lauri Ingman 1919–1930
- Juho A. Hollo 1930–1933
- Kaarle Sanfrid Laurila 1933–1935
- Arno R. Cederberg 1935–1948
- Yrjö J. Alanen 1948–1958
- Armas Luukko 1958–1964
- Paavo Yli-Vakkuri 1964–1970
- Jussi Aro 1970–1976
- Kalevi Rikkinen 1976–1985
- Simo Knuuttila 1985–1994
- Liisa Keltikangas-Järvinen 1994–2006
- Jorma Keski-Oja 2006–2015
- Tomi Taira 2015–